# گوگل مارس
گوگل مارس (به انگلیسی: Google Mars) اولین نسخه داخل مرورگری از گوگل مپ است که یک نمای تصویری قابل مشاهده را مانند گوگل مون فراهم می‌کند، بعلاوهٔ تصاویر مادون قرمز و سایه‌ها (ارتفاع) از سطح مریخ. کاربران می‌توانند بین حالات ارتفاع ، نما و داده‌های مادون قرمز جابجا شوند، مانند جابجایی بین حالات نقشه، ماهواره و ترکیبی در گوگل مپ. گوگل مارس در همکاری با دانشمندان ناسا در Mars Space Flight Facility واقع در دانشگاه ایالتی آریزونا و با استفاده از داده‌های جمع‌آوری شده از دو مأموریت ناسا به مریخ (نقشه‌بردار سراسر مریخ و ادیسه مریخ ۲۰۰۱) به صورت عمومی ارائه شد است.